# Irimi nage
Irimi nage (oder Irimi-Nage, Irimi nage) gehört zu den vier Basistechniken – Ikkyō, Kote gaeshi, Shihō nage und Irimi nage – im Aikidō.
Unabhängig von der Angriffsbewegung wird die Technik vom Aikidō-Praktikanten mit einer Eintrittsbewegung Irimi auf den Angreifer zu eingeleitet und meist als Wurftechnik ausgeführt. Mit Irimi wird die Eintrittsbewegung bezeichnet, welche in Richtung des Angreifers ausgeführt wird.

## Klassifizierung
Masatomi Ikeda erstellte ein Klassifizierungssystem für Aikidō-Techniken, im Rahmen dessen Irimi nage eine eigene Gruppe oder „Familie“ von Aikidō-Techniken bildet. Die Gruppe wird zusammengefasst aufgrund der Hauptbewegungsrichtung bei Ausführung – vorne / hinten.
Der Wirkungsansatz von 'Irimi nage' liegt auf Kopfhöhe des Angreifers. Die Vor-/Zurück-Bewegung unter Masseneinsatz des ganzen Körpers des Aikidōka führt mit der Fixierung des Kopfes zu erheblicher Exponierung des Angreifers an Hals und Genick.
Strategisch betrachtet wird der Angriff unterlaufen. Das heißt, es wird mit der Eintrittsbewegung des Aikidō-Praktikanten die Distanz verkürzt und die Gegenmaßnahmen in solcher Nahe zum Angreifer ausgeführt, dass dessen Angriff ohne Wirkung bleibt und ins Leere läuft. Jegliche Folgebewegung wird durch Fixierung des Kopfes oder des Genicks im Schulterbereich des Aikidō-Praktikanten vollständig kontrolliert und gelenkt.

## Ausführung mit Schwert/Bokken
Die Initialbewegung Irimi wird im Angriffsfall mit Schwert/Bokken logischerweise nicht frontal, sondern seitlich frontal ausgeführt. Dabei positioniert sich der Aikidōka durch Eintreten unmittelbar beim Angreifer. Diese Nähe zum Angreifer, respektive zu dessen Waffe, erlauben Gegenmaßnahmen mit direkter Wirkung auf Körper oder Schwert auszuführen. So ist es beispielsweise möglich, unterstützt durch die rasche Vorwärtsbewegung des Aikidōkas, einen wuchtigen Schlag ans Genick oder direkt ins Gesicht des Angreifers zu führen; siehe auch Shinken-waza (Ernstfalltechnik) unter Aikidō-Techniken, Kontakt.
Unterbleibt ein solcher Schlag, umfasst der Aikidōka mit dem einen Arm den Halsbereich des Angreifers, mit der anderen Hand fasst er das Schwert am Griff zwischen den Händen des Angreifers. Wegen der Nähe und des Griffs an sein Schwert kann der Angreifer die Waffe nicht loslassen. Er ist gezwungen, eine Folgebewegung auszuführen: Erneutes Hochziehen für einen zweiten Schnitt oder einen Stich in Richtung der Schwertspitze.
Der Aikidōka blockiert diese folgende Bewegung nicht. Er verfügt durch Festhalten des Griffs der Waffe und Umfassen des Genicks des Angreifers über maximale Kontrolle der Bewegung.
Zieht der Angreifer das Schwert wieder hoch über seinen Kopf, stößt der Aikidōka den Griff des Schwertes in Richtung des Gesichts des Angreifers, was diesen reflexartig zum Wegstoßen der Waffe verleitet. Durch das Hochreißen der Waffe mit gleichzeitigem Wegstoßen wird der Angreifer auf den Rücken geworfen und muss das Schwert loslassen.
Führt der Angreifer statt des Hochziehens einen Stich mit der Schwertspitze aus, lässt der Aikidōka diese Bewegung zu, aber lenkt sie durch Festhalten des Hals-/Kopfbereiches des Angreifers an seiner eigenen Schulter und am Griff der Waffe. In dieser Stellung direkt beim Angreifer befindet sich der Aikidōka-Praktikant in optimaler Lage und übt die vollständige Kontrolle über dessen mit dem ganzen Körper geführten Stichbewegung aus. Die Entwaffnung erfolgt in der Bewegung durch Positionierung des Schwertrückens unter die Achsel des Aikidōkas und durch seitliches, den Schwung ausnützendes Führen des Griffs radial nach außen. Der Angreifer bekommt seine Bewegungen nicht mehr unter Kontrolle, fällt und muss das Schwert loslassen.

## Ausführung ohne Schwert/Bokken
Die Ausführung der Technik erfolgt ohne Schwert, respektive Bokken, analog: Mit der Eintrittsbewegung Irimi kann eine Hand des Aikidōkas direkt ins Gesicht des Angreifers geführt werden und es folgt der reflexartige Fall auf den Rücken. Dabei muss keine direkte Berührung stattfinden. Der Schreck aufgrund der gleichzeitigen Vorwärtsbewegung des Angreifers und des Verteidigers ist ausreichend. Alternativ kann der Aikidōka mit dem äußeren Arm einen Schlag von hinten ans Genick ausführen, oder es wird derselben Bewegung folgend der Halsbereich des Angreifers an der Schulter fixiert, wodurch der Angreifer in eine seitlich nach außen und unten geneigte Körperhaltung gerät.
Mit Fixierung des Kopfes des Angreifers an der Schulter sind wieder nur eingeschränkte Folgebewegungen möglich. Es sind dieselben Optionen, wie mit Schwert, respektive Bokken: Entweder richtet sich der Angreifer in seiner Körperhaltung auf, worauf unter Ausnützung seiner Aufwärtsbewegung der Wurf nach rückwärts erfolgt, oder er behält die eingeschlagene Bewegung in Angriffsrichtung bei, worauf das Auflaufen und unter Ausnutzung des Schwungs das seitlich-radiale Wegführen erfolgt.
In allen Fällen wird der Körper-Krafteinsatz niemals direkt entgegen der Angriffsbewegung geführt, da dabei Kraft auf Kraft trifft. Die Ausnahme bildet die Ausführung nach Shinken-waza, wobei lediglich die Initialbewegung mit dem Arm zum Gesicht oder Hals des Angreifers erfolgt. Die wirkungsvollste Ausführung wird erzielt mittels einwärts oder auswärts Schneiden der Angriffsrichtung durch die Bewegung des Aikidōkas.
Andere Arten der Ausführung sind möglich, wobei die Prinzipien in allen Aikido-Stilen in der Regel aufrechterhalten werden.